# Gyroporus castaneus
Gyroporus castaneus es una especie de hongo de la familia Gyroporaceae. Fue descrito por primera vez como una especie de la familia Paxillaceae  por el micólogo francés Jean Baptiste Francois Pierre Bulliard en el año 1742, se le asignó su nombre actual en 1886 por Lucien Quelet.

## Descripción
La forma del sombrero (píleo) es cónico al principio de su desarrollo, con la madurez toma la forma convexa a plana, puede alcanzar los 10 centímetros de diámetro, es de color marrón castaño, el aspecto es liso y seco, el estipe es ancho y de color marrón claro.
Su carne es comestible, de suave textura y de olor agradable, su hábitat son los bosques de coníferas y de robles, prefiere los suelos ácidos y arenosos .
Es una seta muy común en Gran Bretaña, Europa y en el este de América del Norte.
Se lo diferencia de otros boletales por las esporas que son de color amarillento pálido.

### Propiedades medicinales
es un hongo buscado por sus propiedades medicinales, empleándoselo en la lucha contra el cáncer.